# Danis Tanović
Danis Tanović est un réalisateur bosnien né le 20 février 1969 à Zenica en Bosnie-Herzégovine. Il a également la nationalité belge.

## Biographie
Né de parents bosniens, son père travaille à la télévision et sa mère est musicienne. Il entre à l'Académie du Film de Sarajevo où il tourne quelques films d'étude avant que la guerre de Bosnie-Herzégovine n'éclate en 1992.
Durant la Guerre en Bosnie, engagé dans l'armée de la République de Bosnie et d'Herzégovine, il tourne des images documentaires sur la ligne du front, puis organise les Archives du film des Forces bosniaques.
En 1994, il quitte sa terre natale pour la Belgique où il est admis en quatrième année à l'INSAS. Il obtient la nationalité belge quelques années plus tard.
Son premier long-métrage No Man's Land, huis clos entre un Serbe et un Bosniaque dans une tranchée durant la guerre de Bosnie, lui a valu le Prix du scénario à Cannes, le César du meilleur premier film et l'Oscar du meilleur film étranger.
En 2023, lors du 45e Festival international du film du Caire, il est président du jury des longs-métrages. Mais l'édition est annulée. 

### Vie privée
Il vit actuellement à Sarajevo, il est marié et a cinq enfants.

## Filmographie

### Réalisateur
- 1993 : Un an après, documentaire
- 1994 : Portraits d'artistes pendant la guerre, documentaire
- 1996 : L'Aube, court métrage documentaire
- 1999 : Ça ira (Buđenje), documentaire (non crédité)
- 2001 : No Man's Land
- 2002 : 11'09"01 - September 11 (épisode « Bosnie-Herzegovine »)
- 2005 : L'Enfer
- 2009 : Eyes of War
- 2011 : Cirkus Columbia
- 2013 : La Femme du ferrailleur (Epizoda u životu berača željeza)
- 2014 : Tigers
- 2016 : Mort à Sarajevo (Smrt u Sarajevu)
- 2017 : Invisible
- 2020 : Bons Baisers du tueur (The Postcard Killings)
- 2021 : Not So Friendly Neighborhood Affair (Deset u pola)

### Scénariste
- 1999 : Ça Ira (Budenje) (documentaire)
- 2001 : No Man's Lan]
- 2002 : Un court-métrage dans 11'09"01 - September 11 (film collectif) (épisode Bosnie-Herzegovine)
- 2011 : Cirkus Columbia, coscénariste avec Ivica Djikic, auteur du roman éponyme
- 2013 : La Femme du ferrailleur

### Musicien
- 2001 : No Man's Land

## Distinctions
- Festival de Cannes 2001 : Prix du scénario pour No Man's Land
- Prix du cinéma européen 2001 : Meilleur scénario pour No Man's Land
- Prix André-Cavens 2001 : Meilleur film belge pour No Man's Land
- Oscar 2002 : Meilleur film en langue étrangère pour No Man's Land
- Golden Globe 2002 : Meilleur film en langue étrangère pour No Man's Land
- César 2002 : Meilleure première œuvre de fiction et nomination pour le Meilleur scénario original ou adaptation pour No Man's Land
- Prix Joseph Plateau 2002 : Meilleur scénario pour No Man's Land
- Festival de Berlin 2013 : Ours d'argent (Grand prix du jury) et mention spéciale du Jury Œcuménique pour An Episode in the Life of an Iron Picker
- Berlinale 2016 : Grand prix du jury pour Mort à Sarajevo.